# 寺島俊治
寺島 俊治（てらしま としはる、1938年 - ）は、日本の児童文学者。また童話作家・児童文学作家としても知られる。

## 来歴・人物
長野県長野市生まれ。1968年に信州児童文学会に入会し、同人誌「とうげの旗」に作品「からす」を発表すると、同年、第9回信州児童文学賞を受賞する。
同文学会では執筆の傍ら編集委員を務め、発行誌の編纂と公布に尽力。2006年には信州児童文学会創立50周年記念誌で編集長も務めている。また、羽生田敏の後任として2011年まで黒姫童話館館長を務めた。
1984年に「るすばんこおろぎ」で第7回塚原健二郎文学賞を受賞。

## 著書
- 『信州むかし語り 食べものの話』（しなのき書房）
- 『善光寺平の民話』（一般社団法人 信州教育出版社）
- 『るすばんこおろぎ』（信濃教育会出版部）